# Marsdenia cuneata
Marsdenia cuneata är en oleanderväxtart som beskrevs av Louis Otho Otto Williams. Marsdenia cuneata ingår i släktet Marsdenia och familjen oleanderväxter. Inga underarter finns listade i Catalogue of Life.